# Matthew Hale
Sir Matthew Hale (1er novembre 1609-25 décembre 1676) fut un barrister, un juge et un juriste anglais éminent. 

## Biographie
Fils d'un barrister, ses parents moururent alors qu'il avait cinq ans. Il fut élevé par l'un des frères de son père, un puritain strict dont il épousa la foi.
En 1626, il fut inscrit au Magdalen Hall à Oxford, (maintenant Hertford College) dans le but de devenir prêtre, mais après une série d'égarements, il décida de devenir barrister après avoir confronté un serjeant-at-Law lors d'une dispute touchant ses biens. Le 8 novembre 1628, il joignit Lincoln's Inn, d'où il fut appelé à la barre le 17 mai 1636. En tant que barrister, Hale défendit plusieurs cavaliers notables avant et pendant la Première guerre civile anglaise, dont Thomas Wentworth et William Laud. Même si les royalistes perdirent la guerre, sa réputation d'intégrité et sa neutralité politique le protégèrent de repercussions néfastes. Dans le Commonwealth de l'Angleterre, il fut nommé président de la Hale Commission, qui étudia différentes réformes de la loi anglaise. Lorsque la commission fut dissoute, Oliver Cromwell le nomma Justice of the Common Pleas.
Il est aussi connu pour son traité Historia Placitorum Coronæ (Histoire des plaidoyers de la Couronne).